# 32153 Laurenmcgraw
32153 Laurenmcgraw este o planetă minoră (asteroid), cu un diametru de 11,129 km, din centura de asteroizi. A fost descoperită pe 3 iunie 2000 la Stația Anderson Mesa de Lowell Observatory Near-Earth-Object Search. 
Obiectul prezintă o orbită caracterizată de o semiaxă mare de 2,762389 UAi, o excentricitate de 0,2, o înclinație de 10,76092 ° în raport cu ecliptica.